# كورتيس غوردون
كورتيس غوردون (بالإنجليزية: Curtis Gordon)‏ هو موسيقي ومغني أمريكي، ولد في 27 يوليو 1928، وتوفي في 2 مايو 2004.

## وصلات خارجية
- كورتيس غوردون على موقع ميوزك برينز (الإنجليزية)
- كورتيس غوردون على موقع ديسكوغز (الإنجليزية)